# Qué bonito amor
Qué bonito amor es una telenovela mexicana producida por Salvador Mejía Alejandre para Televisa. La telenovela está basada en la novela Colombiana La hija del mariachi de Mónica Agudelo. 
Protagonizada por Danna García y Jorge Salinas, con las participaciones antagónicas de Pablo Montero, Salvador Pineda, Malillany Marín, Roberto Palazuelos y Marcelo Buquet y con las actuaciones estelares de Karla Álvarez, Víctor Noriega, Roberto Ballesteros, Mónica Sánchez Navarro, las primeras actrices Angélica María, Evita Muñoz "Chachita" y Ninón Sevilla y los primeros actores Juan Ferrara y Arturo Peniche.
Esta telenovela fue la última en la que participaron reconocidos actores antes de sus fallecimientos como Raúl Padilla "Chóforo" (24 de mayo de 2013), Karla Álvarez (15 de noviembre de 2013), Ninón Sevilla (1 de enero de 2015) y Evita Muñoz "Chachita" (23 de agosto de 2016).
El 30 de enero de 2023 vuelve por segunda vez a Tlnovelas a sustituir a La Vecina y en el 12 de mayo del mismo año emitió su último episodio es reemplazada por Hasta que el dinero nos separe.

## Sinopsis
Santos Martínez de la Garza (Jorge Salinas) es un joven apuesto y despreocupado millonario, dueño de una distribuidora de autos en Los Ángeles, USA. Santos es engañado por sus socios más cercanos; entre ellos, Bruno Morelli (Sergio Mayer), su amigo y novio de su hermana, Wendy (Susana Diazayas); y Giuliano Rina (Roberto Palazuelos), el abogado de la familia. Mal aconsejado por Giuliano para que se confirme su culpabilidad, Santos se ve en la necesidad de huir de Los Ángeles hacia la Ciudad de México en calidad de fugitivo, al ser acusado de fraude y lavado de dinero. Esta situación lo obliga a adquirir una nueva personalidad, la de un Mariachi llamado Jorge Alfredo Vargas.
Al mismo tiempo conocemos a María Mendoza (Danna García), muchacha humilde de barrio, hermosa y valiente, que vive con su madre viuda, Amalia (Angélica María), y sus dos hermanas menores: Paloma (Renata Notni), que está por cumplir 15 años, e Isabel (Karyme Hernández), de 8 años. María ha tenido que trabajar desde que su padre, Pedro, murió y así sacar adelante a su familia; ya que Amalia sufre una enfermedad degenerativa, por lo que ella es el único sostén de su familia.
Santos y María se conocen en el bar "Ay Jalisco, no te rajes", donde María trabaja como cantante de rancheras. Es en el bar donde por primera vez ambos conocen el amor.
Y es también en el "Ay Jalisco, no te rajes", que está a cargo de Don Concho Hernández (Salvador Pineda) y su esposa Lourdes (Lina Santos), donde sucederán las situaciones más dulces, tristes, conmovedoras, cómicas y dramáticas de esta historia, al lado de los inseparables amigos de María; quienes forman el grupo de mariachis del bar: "El Coloso" (Pablo Montero), "El mil amores" (Arturo Peniche), "El Soñador" (Mariano Palacios), "Susanito" (Miguel Ángel Biaggio), "El Barítono" (Rafael Negrete) y "El Aventurero" (Latin Lover).
Pero esta historia de amor entre Santos y María tendrá muchas tonadas, acordes y fuerzas en contra. Santos se enfrentará a Rubén del Olmo (Marcelo Buquet), empresario poderoso y embustero, casado pero obsesionado por el amor de María; y a "El Coloso", eterno enamorado de María, que siempre le dará la pelea, hasta que esa rivalidad los convierta en grandes amigos.
María, por su parte, lidiará con los embustes y artimañas de Elvira (Malillany Marín), la hija de Don Concho, quien, por capricho y al precio que sea, no descansará hasta poseer a Jorge Alfredo.
Y no faltará la canción más triste de esta historia, el descubrimiento de la identidad de Santos, la cárcel y la separación de su primer y único amor: María, su bonita.

## Elenco
- Danna García - María Mendoza García de Martínez de la Garza
- Jorge Salinas - Santos Martínez de la Garza Treviño / Jorge Alfredo Vargas
- Pablo Montero - Óscar Fernández, "El Coloso de Apodaca"
- Salvador Pineda - Concepción "Don Concho" Hernández
- Malillany Marín - Elvira Hernández Fuentemayor
- Juan Ferrara - Justo Martínez de la Garza
- Angélica María - Amalia García Vda. de Mendoza
- Karla Álvarez - Irasema
- Arturo Peniche - Fernando Beltrán, "El mil amores"
- Mónica Sánchez Navarro - Altagracia Treviño de Martínez de la Garza
- Roberto Palazuelos - Giuliano Rina De La Corcuera Garza
- Víctor Noriega - Michael Johnson
- Susana Diazayas - Wendy Martínez de la Garza Treviño
- Roberto Ballesteros - Comandante Leonardo Derecho
- Rosita Pelayo - Teniente Curtis
- Paty Díaz - Mirna Reynoso
- Miguel Ángel Biaggio - Susano "Susanito" Sánchez / Susano "Susanito"  Hernández Sánchez
- Evita Muñoz "Chachita" - Prudencia
- Mariana Ríos - Ana López
- Rafael Negrete - Genaro Monterreal, "El Barítono de Hidalgo"
- Mariano Palacios - Natalio Molina, "El Soñador del Bajío"
- Renata Notni - Paloma Mendoza García
- Marcelo Buquet - Rubén del Olmo
- Sharon Zundel - Lorena del Olmo
- Lina Santos - Lourdes Fuentemayor de Hernández
- Manuel Ojeda - Vittoriano Trusco "El padrino"
- Moisés Suárez - Policía
- Carlos Ignacio - Leonel "Pichi" Velásquez
- Sergio Mayer - Bruno Morelli
- Eugenia Cauduro - Gloria Reyes
- Karyme Hernández - Isabel "Isabelita" Mendoza García
- Thelma Dorantes - Mancia Sánchez
- Homero Ferruzca - Homero
- Latin Lover - Jairo, "El Aventurero"
- Ivonne Ley - Leticia
- Ninón Sevilla - Doña Remedios
- Raúl Padilla "Choforo" - Rigoberto Guerra
- Fernando Robles - Comandante Malo
- Alejandro Ruiz - "El Siete Mares"
- Alexander Holtmann - Arnold Smith
- Jesús Daniel - Rodrigo Fernández Reyes
- Claudia Ortega - Doctora
- Pilar Montenegro - Wanda Mey
- Talia Rivera - Mujer 1
- Ricardo Hill - Juez
- Verónica Montes - Susan Davis
- Rogelio Guerra - Carl Summers
- Daniela Romo - Ella misma
- Alberto Ángel "El Cuervo" - Él mismo
- Karol Sevilla - Lucía

## DVD
Fue lanzada en formato DVD en México y Estados Unidos. Se compone de 4 discos y contiene un resumen de la novela con duración de 14 horas.

## Premios y nominaciones
| Año  | Premio            | Categoría               | Nominados                               | Resultados |
| ---- | ----------------- | ----------------------- | --------------------------------------- | ---------- |
| 2013 | People en Español | Mejor telenovela        | Salvador Mejía                          | Nominado   |
| 2013 | People en Español | Mejor Actriz            | Danna García                            | Nominada   |
| 2013 | People en Español | Mejor Actor             | Jorge Salinas                           | Nominado   |
| 2013 | People en Español | Mejor Villana           | Malillany Marín                         | Nominada   |
| 2013 | People en Español | Mejor Villano           | Roberto Palazuelos                      | Nominado   |
| 2013 | People en Español | Mejor Actriz Secundaria | Angélica María                          | Ganadora   |
| 2013 | People en Español | Pareja del Año          | Danna García y Jorge Salinas            | Nominados  |
| 2014 | Premios Juventud  | Mejor tema novelero     | “Qué Bonito Amor” por Vicente Fernández | Nominada   |